# Santos Ferreira
Santos Ferreira (1889. - ?), urugvajski mačevalac koji se natjecao na Olimpijskim igrama. 
Nastupio je u disciplinama pojedinačno mač i momčadski mač i sablja na Olimpijskim igrama 1924. u Parizu.